# Glycérol déshydrogénase (NADP+)
La glycérol déshydrogénase (NADP+) est une oxydoréductase qui catalyse la réaction :
Glycérol + NADP+  {\displaystyle \rightleftharpoons }  D-glycéraldéhyde + NADPH + H+.
Cette enzyme intervient dans le métabolisme des glycérolipides.